# محله اسحاق بیگ

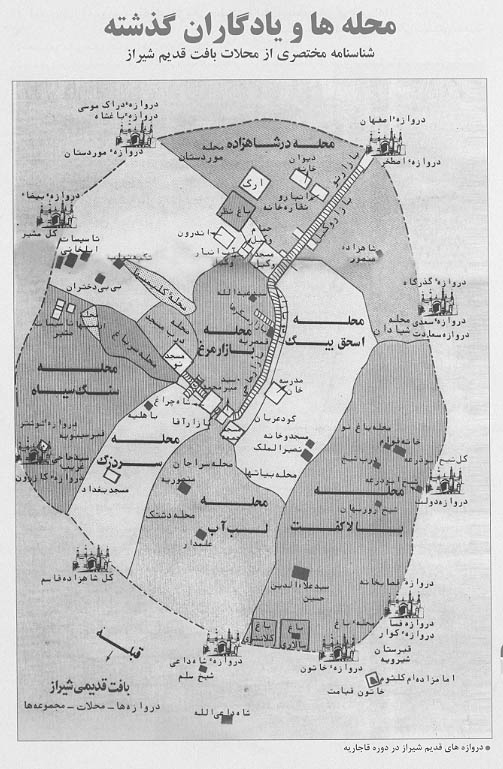
نقشه شیراز قدیم

محله اسحاق بیگ، نام یکی از محله‌های شیراز قدیم می‌باشد که در مرکز این شهر واقع بوده‌است.

## وجه تسمیه
شیخ جمال الدین ابواسحق اینجو پسر محمود شاه (که مردم شیراز در آن زمان او را امیر اسحق بیگ یا اسحق بیگ می‌گفتند) بر مدعیان حکومت فایق آمد و خود، حکومت فارس را به دست گرفت و تا سال ۷۵۴ هجری قمری، شیراز را اداره کرد. مردم شیراز به پاس دادگری و هیمت وی نسبت به‌آبادی شیراز نام او را بر این محله گذاشتند.

## محله‌های زیر مجموع
محله بیات‌ها، محله گود عربان

## موقعیت جغرافیایی
این محله از شمال به محله درب شاهزاده، از جنوب به محله لب آب، از شرق به محله بالا کفت (بالا کفد) و از غرب به محله بازار مرغ محدود می‌شده است.

## بناهای شاخص محله
از بناهای شاخص محله می‌توان به مسجد نصیرالملک، خانه ی نصیرنظام،خانه نصیرالملک، مسجد حاج میرزا کریم صراف، مدرسه خان و مسجد رمضان خان اشاره کرد.

## تقسیم‌بندی محلات شیراز قدیم
در کل محلات شیراز به دو دسته بزرگ حیدری و نعمتی تقسیم شده بودند. حیدری به محلاتی گفته می‌شد که افراد آن محلات، خود را پیرو سلطان حیدر که از مشایخ عرفان بود، می‌دانستند.
نعمتی به محلاتی اطلاقی می‌شد که ساکنان آن خود را پیرو شاه نعمت‌الله ولی که او نیز از بزرگ‌ترین و شاخص‌ترین عرفای عصر بود، می‌دانستند. درگیری‌ها و مخاصماتی که بین این دو دسته در سال‌های متمادی صورت گرفته هنوز هم مورد بحث است و حتی به صورت ضرب‌المثل جنگ حیدری، نعمتی در زبان‌هاست.
پنج محله محله اسحاق بیگ، محله درب شاهزاده، محله بالا کفت، محله میدان شاه و محله بازار مرغ را حیدری خانه و پنج محله محله سرباغ، محله سنگ سیاه، محله درب مسجد، محله لب آب و محله سر دزک را نعمتی خانه می‌گفتند. البته محله ارمنی‌ها و محله کلیمی‌ها جزء محلات بی‌طرف بودند و کاری به درگیری‌ها و مخاصمات نداشتند.